# Óxido de vanádio(IV)
Óxido de vanádio(IV) é um composto inorgânico de fórmula química VO2. É um sólido de coloração azul escuro. Sendo um composto anfótero, dissolve em ácidos não oxidantes para dar o íon [VO]2+. Em meio fracamente alcalino, é formado o íon [V4O9]2− . Em pH alto, forma-se o íon [VO4]4−. É um metal que conduz eletricidade mas não calor

## Síntese e estrutura
De acordo com a metodologia descrita por Berzelius, 
VO2  é preparado pela comproporcionação do óxido de vanádio(III) e óxido de vanádio(V):
V2O5  +  
V2O3   →    4 
VO2
A temperatura ambiente o VO2 admite a configuração do rutilo distorcido com distâncias menores entre os pares de átomos de vanádio, indicando uma ligação metal-metal. Acima de 68 °C a estrutura muda para a do rutilo não distorcida e as ligações metal-metal se rompem, causando um aumento na condutividade elétrica e susceptibilidade magnética já que os elétrons das ligações estão "liberados".

## Refletância infravermelha
VO2 expressa propriedades reflexivas que dependem da temperatura. Quando aquecida desde a temperatura ambiente até 80 °C , a radiação térmica do material sobe normalmente até 74 °C, até que repentinamente aparenta cair cerca de 20 °C. À temperatura ambiente, VO2 é quase transparente à luz infravermelha. A medida que sua temperatura aumenta, o óxido muda gradualmente para reflexiva. Em temperaturas intermediárias ele se comporta como um dielétrico altamente absorvente.
Uma película fina de óxido de vanádio sobre um substrato altamente refletora (para comprimentos de onda infravermelhos específicos) como safira ou é absorvente ou refletora, dependendo da temperatura. A sua emissividade varia consideravelmente com a temperatura. A medida que as transições de óxido de vanádio aumentam com a temperatura, a estrutura sofre uma diminuição repentina na emissividade - parecendo mais frio para as câmeras infravermelhas do que realmente está.
Estruturas nanométricas que aparecem naturalmente na região de transição dos materiais pode suprimir a radiação térmica quando a temperatura aumenta. Dopando o revestimento com tungstênio, reduz-se gama térmica do efeito à temperatura ambiente.